# فيروس حاسوب

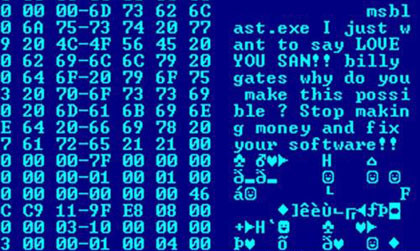
تفريغ سداسي عشري لدودة Blaster، يُظهر رسالة تركها المبرمج لمؤسس شركة Microsoft بيل جيتس

فيروس الحاسوب (بالإنجليزية: Computer Virus)‏ هو نوع من أنواع البرمجيات التخريبية الخارجية، صُنعت عمداً بغرض تغيير خصائص ملفات النظام. تتكاثر الفيروسات عن طريق توليد نفسها بنسخ شفرتها المصدرية وإعادة توليدها، أو عن طريق إصابة برنامج حاسوبي بتعديل خصائصه. إصابة البرامج الحاسوبية يتضمن، ملفات البيانات، أو قطاع البوت في القرص الصلب.
مصطلح «الفيروس» يشيع استعماله خطأً بقصد أنواع أخرى من البرامج الخبيثة. والبرامج الخبيثة تشمل الفيروسات إلى جانب العديد من البرمجيات التخريبية الأخرى، كديدان الحاسوب، وحصان طروادة، وبرمجيات الفدية، وراصد لوحة المفاتيح، والروتكت، وبرمجيات التجسس، والآدوير وغيرها، وغالبية تهديدات البرمجيات الخبيثة الأخرى تندرج تحت نفس مفهوم حصان طروادة أو ديدان الحاسوب بدلاً من تصنيفهم كفيروسات. ظهر مصطلح فيروس الحاسوب لأول مرة عام 1985م من قبل مهندس الحاسوب فرد كوهين، وقد كان اسماً مغلوطاً. الفيروسات غالباً ما تنفذ نوع من أنواع الأنشطة التخريبية على الحواسيب المصابة، كالاستحواذ على مساحة القرص الصلب أو على جزء من المعالج، أو الوصول إلى معلومات خاصة أو سرية أو شخصية، كأرقام البطاقة الائتمانية، إفساد البيانات، إظهار رسائل سياسية أو رسائل هزلية مزعجة على شاشة المستخدم، رصد لوحة مفاتيح المستخدم ومعرفة ما يكتب، إرسال رسائل بريدية غير مرغوب فيها لجهات اتصال المستخدم. وبالرغم من ذلك، إلا أن ليس جميع الفيروسات تحمل الطابع التخريبي أو طابع إخفاء نفسها.

## خواص الفيروسات
1. برنامج قادر على التناسخ Replication والانتشار.
2. الفيروس يربط نفسه ببرنامج أخر يسمى الحاضن host.
3. لا يمكن أن تنشأ الفيروسات من ذاتها.
4. يمكن أن تنتقل من حاسوب مصاب لآخر سليم.
5. يمكن للفيروسات التخفي في عدّة ملفات

## مكونات الفيروس
يتكون برنامج الفيروس بشكل عام من أربعة أجزاء رئيسية وهي:
- آلية التناسخ The Replication Mechanism وهو الجزء الذي يسمح للفيروس أن ينسخ نفسه.
- آلية التخفي The Protection Mechanism وهو الجزء الذي يخفي الفيروس عن الاكتشاف.
- آلية التنشيط The Trigger Mechanism وهو الجزء الذي يسمح للفيروس بالانتشار قبل أن يعرف وجوده كاستخدام توقيت الساعة في الحاسوب كما في فيروس (Michelangelo) الذي ينشط في السادس من آذار من كل عام.
- آلية التنفيذ The Payload Mechanism وهو الجزء الذي ينفذه الفيروس عندما يتم تنشيطه.

## الوقاية من الفيروس
1. استخدام برامج للكشف عن الفيروسات في الجهاز.
2. احتفظ بنسخ احتياطية من البرامج والملفات الموجودة على الحاسب.
3. إجراء الفحص على البرامج المحملة (المنزلة) أو المنقولة من شبكة الإنترنت قبل تشغيلها.
4. استخدام برمجيات الجدار الناري .
5. استخدم نظام التشغيل جنو/لينكس فهو يعتبر أكثر أمانا وفيه فيروسات قليلة عكس نظام التشغيل ويندوز.
6. لا تشغل أي برنامج أو ملف لا تعرف ما هو بالضبط.
7. الحذر من رسائل البريد الإلكتروني غير معروفة المصدر وفحصها قبل الإقدام على فتحها.
8. تنزيل البرامج والألعاب من مواقع ومصادر موثوقة (مصادرها الأصلية).

## اللغات التي يكتب بها الفيروس
من أهم اللغات التي يكتب بها كود الفيروس هي لغة التجميع اسمبلي لسهولة الوصول لعتاد الحاسوب وهناك أيضاً اللغات الراقية مثل لغة سي وسي++ وفيجوال سي وفيجوال بيسك.

## طرق انتقال الفيروسات
يمكن أن نميز فئتين من فيروسات الحاسوب تبعاً لآلية العدوى وانتشار الفيروس :
- فيروس العدوى المباشر Direct Infector

عندما يتم تنفيذ برنامج مصاب بفيروس من هذا النوع، فإن ذلك الفيروس ينشط في ملف أو أكثر لينقل العدوى إليه، وعندما يصاب أحد الملفات بالعدوى فإنه يقوم بتحميله إلى الذاكرة وتشغيله، وهذا النوع قليل الانتشار.
- فيروس العدوى غير المباشر Indirect Infector

عندما يتم تنفيذ برنامج مصاب بفيروس من هذا النوع، فإن ذلك الفيروس سينتقل إلى ذاكرة الحاسوب ويستقر فيها، ويتم تنفيذ البرنامج الأصلي ثم يصيب الفيروس بالعدوى كل برنامج يتم تحميله إلى الذاكرة بعد ذلك، إلى أن يتم قطع التغذية الكهربائية عن الحاسوب أو إعادة تشغيله.

## أسباب التسمية
سمي الفيروس (Virus) بهذا الاسم لأنها تشبه تلك الكائنات الحية المتطفلة في صفتين رئيسيتين:
1. الفيروسات دائماً تتستر خلف ملف آخر، ولكنها تأخذ زمام السيطرة على البرنامج المصاب. بحيث أنه حين يتم تشغيل البرنامج المصاب، يتم تشغيل الفيروس أيضا.
2. تتواجد الفيروسات في مكان أساسي في الحاسب كالذاكرة مثلا وتصيب أي ملف يشغل في أثناء وجودها بالذاكرة مما يزيد عدد الملفات المصابة كلما طال وقت اكتشاف الفيروس.

## أنواع الملفات التي يمكن أن يصيبها الفيروس
بشكل عام الفيروس تصيب الملفات التنفيذية أو الملفات المشفرة غير النصية مثل التالية:
1. الملفات ذاتية التنفيذ مثل ملفات ذات امتداد (EXE ,.DLL,.COM.)ضمن أنظمة التشغيل دوس وميكروسوفت ويندوز، أو (ELF) في أنظمة لينكس.
2. سجلات الملفات والبيانات (VOLUME BOOT RECORD) في الأقراص المرنة والصلبة والسجل رقم (0) في القرص الصلبMASTER BOOT.
3. ملفات الأغراض العامة مثل ملفات الباتش والسكريبت في ويندوز وملفات الشل في يونيكس.
4. ملفات الاستخدام المكتبي في نظام تشغيل مايكروسوفت ويندوز التي تحتوي ماكرو مثل مايكروسوفت وورد ومايكروسوفت إكسل ومايكروسوفت أكسس.
5. قواعد البيانات وملفات الأوتولوك لها دور كبير في الإصابة ونشر الإصابة لغيرها لما تحويه من عناوين البريد الالكتروني.
6. الملفات من النوع (نسق المستندات المنقولة) وبعض نصوص لغة ترميز النص الفائق احتمال احتوائها على كود خبيث.
7. الملفات المضغوطة مثل ZIP
8. ملفات إم بي 3.

## طرق الانتقال
أهم طرق الانتقال الآن هي الشبكة العنكبوتية (الإنترنت)، حيث تكون وسيلة سهلة لانتقال الفيروسات من جهاز لآخر ما لم تستخدم أنظمة الحماية مثل الجدران النارية وبرامج الحماية من الفيروسات.
يأتي ثانياً وسائط التخزين مثل ذواكر الفلاش والأقراص الضوئية والمرنة سابقا
ويأتي أيضا ضمن رسائل البريد الإلكتروني وأيضا تنتقل الفيروسات إلى نظامك عند استلامه ملفات سواء كانت الملفات مخزنة على (أقراص مرنة أو أقراص مضغوطة أو أقراص zip).

## أعراض إصابة الجهاز بالفيروسات
- تكرار رسائل الخطأ في أكثر من برنامج.
- ظهور رسالة تعذر الحفظ لعدم كفاية المساحة.
- تكرار اختفاء بعض الملفات التنفيذية.
- حدوث بطء شديد في بدء تشغيل [نظام التشغيل] أو تنفيذ بعض التطبيقات.
- رفض بعض التطبيقات للتنفيذ.

فعند تشغيل البرنامج المصاب فإنه قد يصيب باقي الملفات الموجودة معه في القرص الصلب أو المرن، لذا يحتاج الفيروس إلى تدخل من جانب المستخدم كي ينتشر، بطبيعة الحال التدخل عبارة عن تشغيله بعد أن تم جلبه من البريد الإلكتروني أو الإنترنت أو تبادل الأقراص المرنة.
تعمل الفيروسات بطبيعتها على تعطيل عمل الحاسوب أو تدمير ملفاته وبرامجة. هناك فيروسات تعمل على خلق رسائل مزعجة وأنواع تعمل على تشغيل برامج غير مطلوبة وأنواع تعمل على إشغال المعالج بحيث تبطئ سرعة الحاسوب أو سرقة بيانات من حاسوب المستخدم مثل أرقام الحسابات وكلمات السر أو أرقام بطاقات الائتمان وبيانات مهمة أخرى، وهذه أهم أهداف الفيروسات الحديثة وبرامج التجسس التي يتم تطويرها يوما بعد يوم.

## أنواع الفيروسات من حيث الانتشار

### من حيث السر
أنواع الفيروسات ثلاثة: (الفيروس والدودة وحصان طروادة)
- الفيروس: يمكن القول بأنه برنامج تنفيذي (له امتداد scr,.pif,.bat,.exe ,.com.) ويعمل بشكل منفصل ويهدف إلى إحداث خلل في نظام الحاسوب. وتترواح خطورته حسب مهمته فمنه الخطير ومنه الخفيف وكلاهما خبيث. وينتقل بواسطة نسخ الملفات من جهاز به ملفات مصابة إلى جهاز آخر عن طريق الأقراص المدمجة سي دي وذاكرات الفلاش.
- الدودة/ديدان الحواسيب: هي فيروس ينتشر فقط عبر الشبكات والإنترنت ويعمل على الانتشار على الشبكات عن طريق دفتر عناوين البريد الإلكتروني، فمثلا عند إصابة الجهاز يبحث البرنامج الخبيث عن عناوين الأشخاص المسجلين في دفتر العناوين ويرسل نفسه إلى كل شخص وهكذا. مما يؤدي إلى انتشاره بسرعة عبر الشبكة وقد اختلف الخبراء فمنهم من يعتبره فيروس ومنهم من يعتبره برنامج خبيث، وذلك كون الدودة لاتنفذ أي عمل مؤذي، إنما تنتشر فقط مما يؤدي إلى إشغال موارد الشبكة بشكل كبير. ومع التطور الحاصل في ميدان الحوسبة أصبح بإمكان المبرمجين الخبيثين إضافة سطر برمجي لملف الدودة بحيث تؤدي عمل معين بعد انتشارها، (مثلا بعد الانتشار إلى عدد 50000 جهاز يتم تخريب الأنظمة في هذه الأجهزة) أو أي شيء آخر (مثلا في يوم معين أو ساعة أو تاريخ...الخ) وأصبحت الديدان من أشهر الفيروسات على الشبكة العالمية وأشهر عملياتها التخريبية وأخطرها تلك التي يكون هدفها حجب الخدمة وتسمى (هجمات حجب الخدمة) حيث تنتشر الدودة على عدد كبير من الأجهزة ثم توجه طلبات وهمية لجهاز خادم معين (يكون المبرمج قد حدد الخادم المستهدف من خلال برمجته للدودة) فيغرق الخادم بكثرة الطلبات الوهمية ولا يستطيع معالجتها جميعا مما يسبب توقفه عن العمل. وهذه الديدان استهدفت مواقع لكثير من الشركات العالمية أشهرها مايكروسوفت وغيرها الكثير.
- حصان طروادة Trojan Horse: هو نوع من البرمجيات الخبيثة التي لا تقوم بإعادة نسخ نفسها ولكن بدلاً من ذلك يقوم هذا النوع من البرمجيات الخبيثة بتنصيب نفسه على الحاسوب الخاص بالمستخدم كأنه برنامج عادي غير مضر. سمي هذا الفيروس بحصان طروادة لأنه يذكر بالقصة الشهيرة لحصان طروادة حيث اختبأ الجنود اليونانيين داخله واستطاعوا اقتحام مدينة طرواده والتغلب على جيشها، وهكذا تكون آلية عمل هذا الفيروس حيث يكون مرفقا مع أحد البرامج، أي يكون جزءا من برنامج دون أن يعلم المستخدم. وعندما يبدأ البرنامج تنفيذ عمله ويصل إلى مرحلة ما حيث ينشط ويقوم بعمله التخريبي. ومثال ذلك ما حدث عندما تم توزيع قرص مجاني على المشافي به برنامج حول مرض الإيدز (أسبابه - طرق انتشاره - طرق العلاج.. إلخ) وبعد مدة شهر من تشغيل البرنامج تم تشفير المعلومات على الحواسب الحاضنة للفيروس وظهرت رسالة مفادها أن الحاسب مصاب بالإيدز (المقصود هنا أنه تم تشفير ملفات الحاسب وإيقافها عن العمل بطريقة نظامية) وطلب المخرب إرسال مبلغ كذا إلى الحساب كذا ليتم إرسال رقم فك الشيفرة، مما أجبر المختصين بالرضوخ للطلب كونهم لم يستطيعوا فك التشفير.

### من حيث السرعة
توجد عدة تقسيمات للفيروسات، فمثلاً من حيث سرعة الانتشار هناك فيروسات سريعة الانتشار وفيروسات بطيئة الانتشار ومن حيث توقيت النشاط فهناك فيروسات تنشط في أوقات محددة وفيروسات دائمة النشاط ومن حيث مكان الإصابة فيروسات مقطع التشغيل قطاع الإقلاع على الأقراص وهي الأكثر شيوعاً، وفيروسات الماكرو macro التي تختص بإصابة الوثائق والبيانات الناتجة عن حزمة مايكروسوفت أوفيس، أما من حيث حجم الضرر فهناك الفيروسات المدمرة للأجهزة طبعا لايوجد فيروسات خارقة بحيث أنها تدمر الأجهزة كما نسمع أحيانا (احترق المعالج بسبب الفيروس تعطلت وحدة التغذية بسبب الفيروس أو تلفت الشاشة بسبب الفايروس) ولكن يمكن للفيروس أن يؤذي الذاكرة روم في الحاسب كما في فيروس تشرنوبل أو أن يمحي معلومات ال (MBR (Main Boot Sector على القرص الصلب فتعود الأقراص الصلبة كما أتت من المصنع وفي الحالتين السابقتين لا يتم إقلاع الجهاز مما يوحي للبعض أن الفيروس (حرق) الحاسب. بالطبع هذه الفيروسات تعتبر خطيرة جدا لأنها تتسبب في إتلاف البيانات المخزنة والتي قد تكون (البيانات) نتاج عشرات السنين مما يؤدي إلى خسائر جسيمة أو إلى توقف الحاسبات عن العمل كما في تشرنوبل مما يؤدي إلى توقف الخدمات المقدمة، وهنالك أيضا الفيروسات المدمرة للبرامج وتأثيرها محدود طالما أن البيانات لم تتأثر حيث يمكن تخزين البيانات وإعادة تهئية الحاسب وإعادة البرامج المتضرره من أقراصها الأصلية. وهناك فيروسات عديمة الضرر وهي التي لاتقوم بأي عمل مؤذي وإنما تم برمجتها لإثبات الذات والقدرة على البرمجة من بعض المراهقين، فمنها ما يرسم كرة أو أي شكل على الشاشة طوال فترة عمل الحاسوب ومنها ما يغير بعض الأحرف (كتغير حرف بحرف أينما وجد) أو تغيير مؤشر الماوس.. الخ.

## أنواع الفيروسات
فيما يلي بعض أنواع الفيروسات:
1. الفيروسات متعددة القدرة التحويلية (المخادع): هذه الفيروسات لديها القدرة الديناميكية على تحويل وتغيير شفرتها عند الانتقال من ملف إلى أخر لكي يصعب اكتشافها.
2. فيروسات قطاع التشغيل: تستقر هذه الفيروسات في الأماكن التي يقراها الحاسوب بالقرص الصلب عند اقلاعه (تشغيله) ليستقر في الذاكرة وينفذ شفرته.
3. فيروسات الماكرو: وهو أحدث أنواع الفيروسات وهو فيروس يكتب بلغة الورد WORD ويصيب هذا الفيروس ملفات البيانات. ويصيب ملفات الأوفيس.
4. الفيروسات متعددة الملفات: يبدأ هذ الفيروس في الجهاز بصيغة أوليه ثم يتحول لصيغ أخرى ليصيب ملفات أخرى.
5. الفيروسات الخفية: تختبئ هذه الفيروسات في الذاكرة ثم تتصدى لأي طلب تشخيص وفحص قطاع التشغيل ليرسل تقريرا بأن قطاع التشغيل سليم وغير مصاب.
6. فيروسات الملفات التنفيذية: تلصق هذه الفيروسات نفسها مع ملفات البرامج التنفيذية مثل command.com و win.com
7. الفيروسات متعددة الأجزاء(أو متعددة المهام): يصيب هذه الفيروس قطاع الأقلاع (بدء التشغيل) والملفات في وقت واحد.
8. فيروسات قطاع التشغيل Boot Sector: وهي أخطر أنوع الفيروسات حيث تصيب المقطع التشغيلي في القرص الصلب.
9. الفيروسات الطفيلية: تلتصق هذه الفيروسات مع الملفات التنفيذية لتستقر في الذاكرة عند عمل أحد البرامج المصابه ثم تنتظر في الذاكرة إلى أن يشغل المستخدم برنامج آخر فتقوم بإصابته ونقل العدوى له.
10. الفيروسات المتطوره: وسميت بذلك لانها تغير شفرتها أيضا ولكن عند الانتقال من جهاز لآخر.

## امثلة على بعض الفيروسات
فيروس Brontok أو الفيروس الذي يخفي خيارات المجلدات ويفقدك التحكم في الريجستري فتصبح غير قادر على التحكم في الحاسوب: هذا الفيروس من أبرز مهامه أنه يقوم بإخفاء خيارات المجلد من قائمة أدوات الموجودة في نظام الويندوز وأيضا يقوم بتكرار جميع المجلدات التي يصيبها حتى أنك لاتعرف الأصل من النسخة وقد تحذف الأصل ظنا منك أنه الفيروس، وهو أيضا يقوم بفتح شاشة الإنترنت اكسبلورر ويقوم بفتح شاشة خضراء اللون بشكل مستمر ممايسبب بطء في النظام ومما يؤدي ألى زيادة انتشار هذا الفيروس في الحاسوب
فيروس xcopy والذي يصيب الـ Partion القسم للقرص الصلب ويجعله لايفتح مباشرة وذلك بزرع ملف autorun وحينما تحاول فتح القسم يعطيك قائمة فتح باستخدام ولا تستطيع الدخول إلى القسم الذي تريده إلا بطرق ملتوية مثل (استكشاف وتشغيل) للمحترفين فقط ويقوم أيضا بجعل الفلوبي دسك القرص المرن يصيح باستمرار مطالبا بإدخال قرص مرن للحاسوب
تصنيف الفيروسات حسب خطورتها :
- العادي Trivial :

لا يفعل الفيروس العادي شيئا سوى التكاثرreplication ولا يسبب أي ضرر أو تخريب للمعلومات مثل فيروس stupid
- الثانوي Minor :

يصيب الملفات التنفيذية فقط executable file ولا يؤثر على البيانات
- المعتدل Moderate :

يقوم بتدمير جميع الملفات الموجودة على القرص إما باستبدال المعلومات بمعلومات لا معنى لها أو عن طريق إعادة التهيئة Reformatting مثل فيروس Disk killer الذي يقوم بإعادة تهيئة القرص.
ويمكن حل مشكلة هذه الفيروسات عن طريق استخدام النسخ الاحتياطي
- الرئيسي Major :

يؤدي الفيروس إلى تخريب المعلومات بإجراء تغيرات ذكية وبارعة للبيانات دون أن يترك أثرا يشير إلى التغيير الحاصل كأن يقوم بتبديل كتل المعلومات المتساوية في الطول بين الملفات كما أن تأثيره يكون على المدى الطويل ولن يكون من الممكن اكتشاف الإصابة إلا بعد بضعة أيام وبذالك لا يمكن الوثوق بالنسخة الاحتياطية أيضا.
- اللامحدود Unlimited :

يستهدف الشبكات والملفات المشتركة وتمضي أكثر الوقت في محاولة معرفة كلمة السر للمستخدمين الأكثر فاعلية وعند معرفتها يقوم بتمريرها إلى أحد أو أكثر من مستخدمي الشبكة على أمل أنهم سيستخدمونها لأغراض سيئة.
ترينا الفيروسات كم نحن معرضين للهجوم ولكن بالمقابل ترينا مدى التعقيد والترابط الذي وصل إليه الإنسان.
على سبيل المثال
- My doom : قدر الخبراء الحواسيب المتضررة من هذه الدودة بحوالي ربع مليون حاسوب خلال يوم واحد والذي كان في كانون الثاني 2004
- Melissa: أعطى هذا الفيروس فاعلية كبيرة جدا حيث أجبر شركة Microsoft والعديد من كبرى الشركات الأخرى على إطفاء مخدمات البريد بشكل كامل حتى تمكنوا من القضاء عليه وذلك في آذار 1999

وفي الشهر الأول من عام 2007 ظهرت دودة اسمها Storm وبحلول الشهر التاسع كان أكثر من 50 مليون حاسوب مصاب.
كلنا تصور أن كل هذا التأثير ينتج عن برامج بسيطة جدا.
- فيروس Melissa :

أنشاء الفيروس على شكل مستند Word ووضع في موقع للأخبار عندما يقوم أي شخص بتحميل الملف وفتحه فإن الفيروس يتفعل ويقوم بإرسال المستند إلى أول 50 شخص في الAddress book والمستند يحوي على ملاحظة لطيفة واسم الشخص المرسل إليه وعندما يقوم المرسل إليه بفتح المستند يتم إرساله إلى 50 شخص أخر وبهذه الطريقة أصبح فيروس Melissa أسرع فيروس في الانتشار
- الفيروس I love you الطريق نفسها لكن عوضا عن نسخ نفسه تلقائيا فأنه كان يربط كوده برابط معين ضمن الرسالة وعند النقر عليه كان يرسل نفسه إلى جميع العناوين الموجودة في الAddress book

استخدم الفيروس ميزة الVBA (visual basic for application) وهي لغة برمجة كاملة وتستطيع من خلالها أن تبرمج أي شيء مثل تعديل ملف أو إرسال الرسائل الإلكترونية أي يمكنك كتابة أي برنامج وعند فتح المستند يتم تنفيذه طبعا هي ميزة مفيدة ولكنها في نفس الوقت ميزة تنفيذ تلقائية خيرة

## لماذا يعمل الناس بفيروسات الحاسوب ؟
فيروسات الحاسوب لا تتشابه في وجودها بالفيروسات الحيوية. إن فيروس الحاسوب لا ينشأ من لا شيء ولا ياتي من مصدر مجهول ولا ينشأ بسبب خلل بسيط حدث في الحاسوب. فيروس الحاسوب يتم برمجته من قبل المبرمجين أو الشركات ويتم صنعه بشكل متعمد ويتم تصميمة بشكل متقن.
يعمل المبرمجون على برمجة الفيروسات وذلك لاهداف عديدة تتنوع من اقتصادية وسياسية وتجارية وعسكرية. فبعض المبرمجين الهواة يعتبرون أن عمل الفيروس نوع من الفن والهواية التي يمارسونها.
ومن أهم الأهداف لعمل فيروس الحاسوب هو الهدف التجاري. ذلك عن طريق عمل وصنع الفيروسات من أجل بيع برامج مضادات الفيروسات لانة بعمل الفيروس يصبح المستخدمون بحاجة إلى برامج مضادة للفيروسات ويضطرون للشراء. يذكر أن المبرمج الذي يعمل الفيروس يعتبر حسب القانون مجرما وصناعة الفيروس جريمة يحاسب عليها حسب قانون الدولة الموجود بها.
معظم شركات مضادات الفيروسات تقوم بصناعة الفيروسات من قبل المبرمجين وتقوم بعمل مضادات لها وذلك لتسويق منتجاتها وبرامجها
لدى مستخدمي الحاسوب.
اما الأهداف العسكرية فهي محاولة الدخول لأنظمة الطرف الاخر لكشف اسرار واخذ بيانات عن طريق برامج التجسس.
الأهداف الإجرامية فأهمها سرقة بيانات وارقام حسابات أو ارقام بطاقات الائتمان وكلمات السر لمحاولة الدخول لحسابات المشتركين في البنوك وسرقة اموالهم. أو سرقة بيانات من اجهزتهم.وسرقه الملفات علي الحاسوب.

## أول ترويج مذكور
أصبح الأستاذ بجامعة ردينغ، مارك غايسون، أول إنسان يتعرض للإصابة بفيروس الحاسوب.. «فيروس حاسوب»إذ بعد أن قام بإفساد شريحة إلكترونية صغيرة بواسطة أحد البرمجيات الخبيثة، قام العالم البريطاني بزرع الشريحة في يده، وتمكن من تمرير الفيروس إلى النظام الحاسوبي الخارجي.

## وصلات خارجية
- موضوع فيروسات الحاسوب على مشروع الدليل المفتوح
- 'فيروسات الحاسوب – النظرية والتجارب' – الورقة البحثية الأصلية لعالم الحاسوب فريد كوهين عام 1984 (بالإنجليزية)
- موقع فريق جاهزية طوارئ الحاسوب التابع للحكومة الأمريكية (بالإنجليزية)